# وینتیج بوکز
وینتیج بوکز (انگلیسی: Vintage Books) عنوان ناشر کتاب آمریکایی است که در سال ۱۹۵۴ توسط سر آلفرد ای. کناف تأسیس گردید.